# USS Prowess (AM-280)
USS Prowess (AM-280) – trałowiec typu Admirable służący w United States Navy w czasie II wojny światowej. Służył na Atlantyku. Po zakończeniu wojny przerobiony na jednostkę szkolną dla rezerwistów Marynarki.
Stępkę okrętu położono 15 września 1943 w stoczni Gulf Shipbuilding Corp. w Chickasaw (Alabama). Zwodowano go 17 lutego 1944, matką chrzestną była żona Thomasa W. Rubottoma. Jednostka weszła do służby 27 września 1944, pierwszym dowódcą został Lt. Comdr. J. W. Meire.
Brał udział w działaniach II wojny światowej. Przekazany Republice Wietnamu służył jako „Hà Hồi” (HQ-13). Skreślony w 1970.